# 森欣司
森 欣司（もり きんじ、1947年 - ）は、日本の工学者。東京工業大学名誉教授。早稲田大学理工学術院基幹理工学研究科情報理工学専攻教授。IEEEフェロー。

## 経歴
1974年に早稲田大学大学院博士課程を修了し、株式会社日立製作所システム開発研究所にて勤務。1997年より東京工業大学大学院情報理工学研究科の教授となり、2005年からは同大学院イノベーションマネジメント研究科の教授も兼任する。2012年東京工業大学名誉教授。2013年早稲田大学グリーン・コンピューティング・システム研究機構教授。2014年早稲田大学理工学術院基幹理工学研究科情報理工学専攻教授。
自律分散システム (Autonomous Decentralized System) の研究で知られる。このシステムは東京圏輸送管理システム (ATOS：Autonomous decentralized Transport Operation control System) や、Suicaなどに応用されている。

## 著書
- 『自律分散システム入門』（森北出版、2006年）